# Krasnaja Gorka (rejon smoleński)
Krasnaja Gorka (ros. Красная Горка) – wieś (ros. деревня, trb. dieriewnia) w zachodniej Rosji, w osiedlu wiejskim Katynskoje rejonu smoleńskiego w obwodzie smoleńskim.

## Geografia
Miejscowość położona jest nad Dnieprem, 2 km od drogi federalnej R120 (Orzeł – Briańsk – Smoleńsk – Witebsk), 7 km od drogi magistralnej M1 «Białoruś», 2,5 km od centrum administracyjnego osiedla wiejskiego (Katyń), 24,5 km od Smoleńska.
W granicach miejscowości znajdują się ulice: Mira, Sołniecznaja.

## Demografia
W 2010 r. miejscowość zamieszkiwało 65 osób.